# Roland Weber
Pour les articles homonymes, voir Weber.
Roland Weber, né le 27 décembre 1932 à Vesoul et mort le 26 avril 1988 à Villejuif, est un peintre français.
Il est le mari du sculpteur Madeleine Weber.

## Biographie
Roland Weber est né le 27 décembre 1932 à Vesoul. Il a étudié la sculpture à l'École des Beaux-Arts de Dijon.
- 1962 : rencontre de Pierre Dmitrienko ; rencontre de Rémy Audouin
- 1963 : rencontre d'Hermann Amann
- 1968 : rencontre du galeriste Jacques Spiess[2]

Roland Weber est l'un des membres créateurs du groupe d’artistes « Jacob ou la persuasion » avec Hermann Amann, Antonio Ballester, Jean Dupanier, Jean-Claude Marquette, Quentin Quint, Madeleine Weber et Gil Joseph Wolman, qui reprit d’un poème d’Aragon son titre et qui œuvra dans les années 1970.
Dès le début Roland Weber oscille entre une abstraction constructiviste et une « transfiguration de l'abstraction constructiviste, assouplie en courbe » (Jacques Spiess). Roland Weber déclare en 1983, ce que l'on peut considérer comme un bon résumé de son parcours : « Mon travail consiste à pénétrer plus avant dans la connaissance de la couleur pour libérer de plus en plus sa puissance vivante et pure et arriver ainsi à une matérialité spirituelle de la couleur ».
Il peint, à la fin de sa (courte) vie, des « reliefs monochromes », des « toiles réceptacles » et des « toiles retournées », en lien avec le mouvement artistique Nouvelle Pigmentation dont il fut l'un des fondateurs. Il vécut et travailla dans l'Oise de 1957 jusqu'à sa mort. L'« Association Roland Weber » a été créée en 1992.

## Expositions

### Expositions personnelles
- 1962 Galerie du Haut-Pavé, Paris
- 1963 Le Boulleaume (peintures sur papier : « Études en Un »), Lierville, Oise
- 1963 Galerie Rémy Audouin, Paris
- 1973 Jacob ou la persuasion présente Roland Weber, Théâtre Le Palace, Paris 9e
- 1973 Galerie Weiller, Paris 6e
- 1975 Six toiles élémentaires et fondamentales, Galerie Weiller, Paris 6e
- 1976 Binaires, Galerie Weiller, Paris 6e
- 1980 l’Espace est dehors et dedans - Madeleine et Roland Weber, Galerie Charley Chevalier, Paris
- 1980 FIAC 80, Galerie Spiess (One man show Roland Weber - Jacques Spiess expose Roland Weber : « Peintures noires »)
- 1983 Écriture de la peinture, Galerie Spiess, Paris 8e
- 1983 Mémoires d'encre, Galerie Orphéa, Liège
- 1984 Peintures 1981-1982-1983, Galerie Spiess, Paris 8e
- 1984 Mouvement de la lumière, Mouvement de la couleur, Hôtel de ville de La Baule, exposition organisée par la Galerie Spiess et Philippe Delaunay (création « Ouverture / À vol d'oiseau du cercle »)
- 1984 la Forme, Galerie Spiess, Paris 8e
- 1985 Nouvelle Rupture Pigmentaire de la Peinture, Galerie Spiess, Paris 8e
- 1985 Cheminement Graphique de l'espace supérieur de la couleur, Fête de la gravure, exposition organisée par la ville de Liège avec la Galerie Spiess
- 1987 Expositions Simultanées, Galerie Spiess, Paris 8e
- 1988 Expositions Simultanées, Galerie Spiess, Paris 8e

Expositions posthumes
- 1996 les Années 60, organisé par l'A.L.C.A. et Paul Bigo, Salle d'Armes de Pont-de-l'Arche
- 2003 Exposition rétrospective en deux temps, deux lieux, espace Jean Legendre, Compiègne et Musée de l'Arsenal, Soissons
- 2006 Journées du Patrimoine (peintures de Roland Weber, sculptures de Madeleine Weber), Chaumont-en-Vexin, Oise
- 2011 Gouaches et acryliques, espace Oxygène, Dieppe
- 2011 Hôtel de ville de Dieppe dans le cadre d'Art/pentez la ville
- 2014 Un peintre à la rencontre de l'Évangile (avec une conférence de Madeleine Weber au musée de l'Archerie et du Valois[8]), Maison diocésaine, salle Saint-Lucien, Beauvais

### Expositions collectives

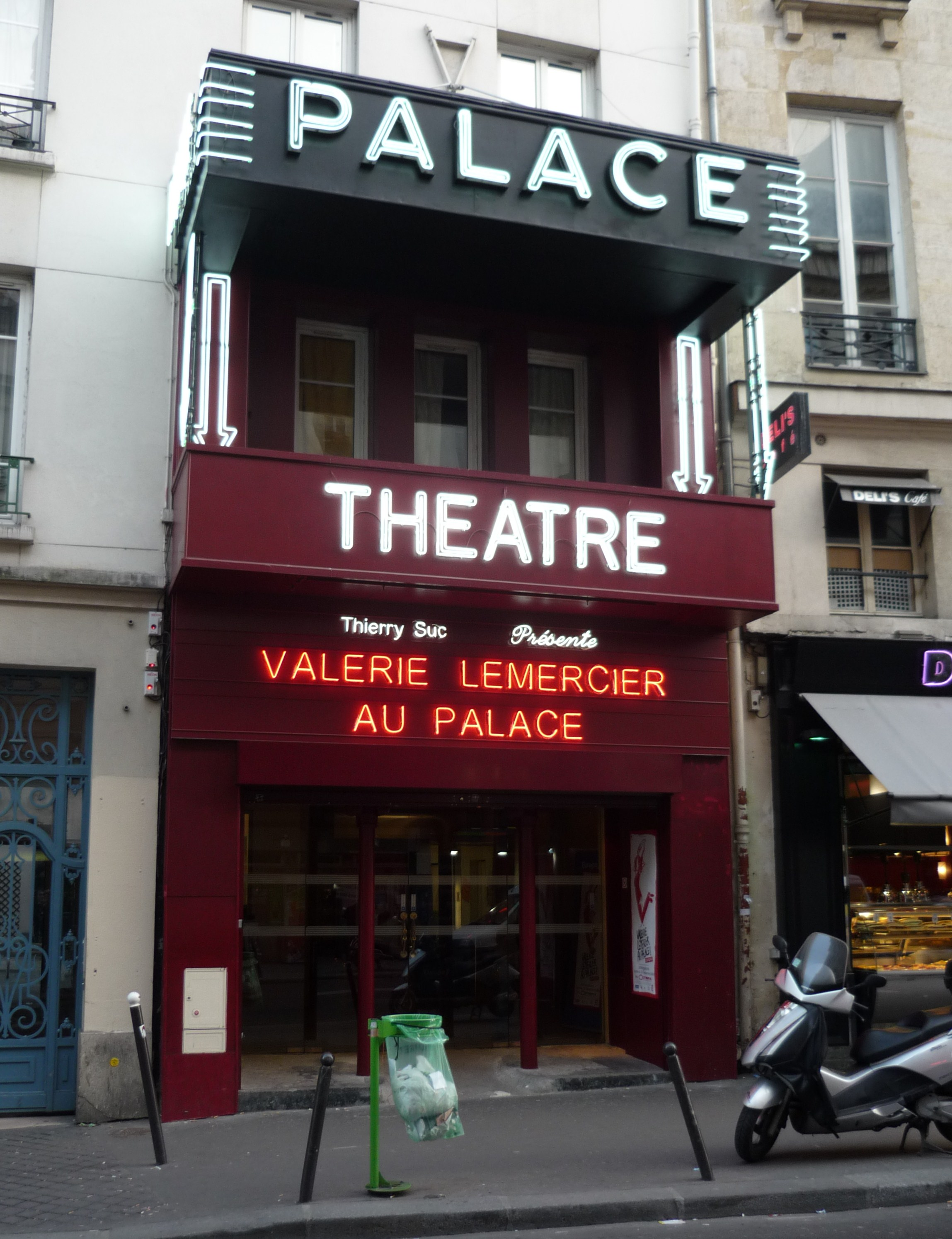
Théâtre Le Palace à Paris

- 1965 Accrochage de 3 peintures à la Galerie Karl Flinker, Paris 7e
- 1970 Exposition de groupe, Allonne, Oise
- 1971 à 1974 Participe à toutes les manifestations du collectif « Jacob ou la persuasion »
  - Galerie Weiller, Paris 6e
  - Galerie Messine, Paris 8e
  - Théâtre Le Palace : « Pour une rencontre »
  - I.N.E.P. de Marly-le-Roi : « Nous vivons avec »
  - Foyer rural du Plateau de Thelle (Oise) : « Progression 1 »
- 1975 Galerie Charley Chevalier (exposition « Cou coucou couleur »), Paris 1er
- 1975 Visions 75, Maison des Jeunes et de la Culture, Ville de Beauvais
- 1976 Galerie L 55 Agathe Bluet - avec Jacob ou la persuasion, Paris 16e
- 1976 16 toiles au Centre d'Art et Communication de Vaduz, Liechtenstein (avec Jean Dewasne, Bruno Lang, Constantin Xenakis et Jean-Yves Bosseur)
- 1976 Contrastes, exposition de groupe au Centre Culturel du Marais, Paris
- 1976 Visions 76, Maison des Jeunes et de la Culture, Ville de Beauvais
- 1976 Une bannière exposée au Passage des Panoramas, Paris
- 1977 10 toiles à La couleur en France, Gallery K. Washington
- 1977 FIAC 77, Galerie Spiess (Weber, Amann)
- 1978 Espaces nouveaux (Amann, Weber, Wolman), Art / 9"78 Bâle, exposition organisée par Jacques Spiess
- 1978 Depuis 25 ans, le Haut Pavé, Galerie d'essai, Fondation nationale des arts graphiques et plastiques, Paris, rue Berryer
- 1978 FIAC 78, Galerie Spiess (« Espace nouveau » : Amann, Aubertin, Weber, Wolman)
- 1979 FIAC 79, Galerie Spiess (Amann, Weber, Wolman)
- 1979 Chez soi quant à soi, organisé par Marie-Claude Volfin et Michel Troche, Fondation nationale des arts graphiques et plastiques, Paris
- 1980 Lieu de J-J. Scherrer, exposition de groupe à l'Institut d'Orphée Jean Cocteau, Paris
- 1981 FIAC 81, Galerie Spiess
- 1982 Expose en permanence à la Galerie Spiess, 4 avenue de Messine, Paris 8e
- 1982 FIAC 82, Galerie Spiess
- 1983 La couleur dans l'espace de 4 galeries françaises, Centenaire de l'Alliance française (Australie)
- 1985 L'Art de la Couleur, Mondial couleur 85, Monte-Carlo
- 1986 FIAC 86, Galerie Spiess (« Nouvelle pigmentation »)
- 1987 SAGA 87 (gravures, lithos et sérigraphies des artistes de la Galerie Spiess)
- 1987 Quête de la Sensibilité du Mouvement, Autour de François Jacqmin au Musée de l'Art wallon à Liége
- 1987 Nouvelle Pigmentation dans le cadre de la Fête de la Gravure à Liège

Expositions posthumes
- 1989 Nouvelle Pigmentation (Amann, Léonardi, Weber), Maison Descartes, Amsterdam
- 1989 Lineart, dans le cadre de l'exposition Nouvelle Pigmentation, organisation Hermann Amann, Foire de Gand
- 1990 SAGA 90 (stand « Affiches », « Nouvelle pigmentation »), organisation Hermann Amann
- 2014 Et que l'aventure continue (collection Philippe Delaunay), Musée des beaux-arts de Bernay[9]

## Collections publiques
Acquisitions de l'État (Fonds National d'Art Contemporain, Ministère de la Culture) :
- l'Oiseau bleu (inv. 29364, 1968)
- Bleu foncé (inv. 31766, 1971)

Don au Musée des beaux-arts de Bernay : 
- Sans titre (inv. 2014.2.14)

### Portfolios et catalogues
- Portfolio Journal d'une exposition à la suite de la première exposition de Jacob ou la persuasion consacrée à Roland Weber, 25 septembre 1973
- Six toiles élémentaires et fondamentales, Jacques Spiess, pour l'exposition de la galerie Weiller, 1975
- l’Espace est dehors et dedans - Madeleine et Roland Weber, Galerie Charley Chevalier, 1980
- Peintures 1981-1982-1983, Galerie Spiess, exposition de 1984
- Roland Weber, exposition rétrospective « En deux temps, deux lieux » à Compiègne et Soissons, textes introductifs de Carole Bertrand et Dominique Roussel, article la Couleur en soi de Madeleine Weber, parcours par Jacques Spiess, paroles de Jacques Spiess et Roland Weber, 2003[10]
- Roland Weber, Un peintre à la rencontre de l'Évangile, poème de Bernard Grenier, texte de Madeleine Weber, accompagne l'exposition éponyme[8], 2014

### Livres d'artistes
- Jean-Jacques Scherrer, Un temps lorellien, avec une eau-forte et trois sérigraphies de Roland Weber, Œuvres graphiques, éditions Spiess, 1980
- Jean-Jacques Scherrer, Lettre de Roland Weber à Madeleine, avec trois lithographies de Bernard Gabriel Lafabrie, Bernard Gabriel Lafabrie, 1989

## Source
Portfolios et catalogues de Roland Weber.